# Cailhau
Cailhau település Franciaországban, Aude megyében. Lakosainak száma 250 fő (2022. január 1.). Cailhau Belvèze-du-Razès, Brugairolles, Cailhavel, Cambieure, Ferran, Gramazie és Montréal községekkel határos.

## Népesség
A település népességének változása:
| Lakosok száma | 282  | 251  | 219  | 239  | 265  | 268  | 266  | 256  | 251  | 250  |
|               | 1968 | 1982 | 1990 | 2006 | 2013 | 2015 | 2017 | 2019 | 2020 | 2022 |